# 傅安
傅安（？—1429年），字志道，明朝外交家。
洪武二十八年（1395年），明太祖朱元璋派遣監軍傅安、將軍郭骥、太監劉煒等率领1500人前往帖木儿帝国的撒马儿罕，以開啟對中亞的通訊。他們走過了戈壁、哈密等沙漠，並成功到達撒马尔罕。然而，他們被帖木兒監禁，一直到帖木兒死後的1407年才得以回國。原來的1500人中，僅剩下17人倖存。。宣德四年（1429年），傅安卒，朝廷遣官祭祀治喪。